# Labrador City
Labrador City è una città del Canada, nella divisione nº 10 della provincia del Terranova e Labrador, ai confini con il Québec.
Stazione sciistica specializzata nello sci nordico, ha ospitato varie tappe della Coppa del Mondo di sci di fondo.